# 岩手県道273号安家玉川線
岩手県道273号安家玉川線（いわてけんどう273ごう あっかたまがわせん）は、岩手県下閉伊郡岩泉町と九戸郡野田村を結ぶ一般県道である。

## 概要
日本一の鍾乳洞「安家洞」を源とする安家川に沿って岩泉町と野田村を短絡し、沿道には名勝の安家渓谷がある。

### 路線データ
- 起点：下閉伊郡岩泉町安家字年々口（岩手県道202号普代小屋瀬線交点）
- 終点：九戸郡野田村玉川字下安家（国道45号交点）

## 地理

### 通過する自治体
- 下閉伊郡岩泉町
- 九戸郡野田村

### 交差する道路
- 岩手県道202号普代小屋瀬線（起点）
- 国道45号（終点）